# Santo Tomas (La Union)
Santo Tomas (Bayan ng Santo Tomas) är en kommun i Filippinerna. Kommunen ligger på ön Luzon, och tillhör provinsen La Union. Folkmängden uppgår till 39 092 invånare år 2015.
Santo Tomas är indelat i 24 barangayer.